# Batalha de Curuzu
A Batalha de Curuzu foi um conflito ocorrido entre os dias 1° e 3 de setembro de 1866, no contexto da Guerra do Paraguai. Após a primeira batalha de Tuiuti, vencida pelos aliados em 24 de Maio de 1866, o comandante Mitre aproveitou as reservas de dez mil homens trazidos por Manuel Marques de Sousa, Visconde de Porto Alegre e decidiu atacar as baterias do forte de Curuzu e do Forte de Curupaiti, que guarneciam a direita da posição de Humaitá, às margens do rio Paraguai. No dia 1º de setembro, as 7:30 da manhã a esquadra brasileira, com os encouraçados Bahia, Barroso, Lima Barros, Rio de Janeiro e Tamandaré na vanguarda, frente ao forte de Curuzu, mais a canhoeira Magé, frente à ilha do Palmar, junto com os navios de madeira Greenhalgh, Beberibe, Belmonte, Araguari, Ipiranga, Parnaíba e Ivaí.  O tiroteio entre o forte e os navios durou 4 horas. Enquanto isso os navios de madeira desembarcavam 800 soldados no chaco, para destruírem a base de onde os paraguaios disparavam brulotes e torpedos contra os navios brasileiros. Com o cair da noite o bombardeiro foi suspenso.

## Antecedentes
Segundo o historiador, Francisco Doratioto, a Guerra do Paraguai se deu por conflitos que remetem às questões do Prata como, disputas entre facções locais (os federalistas e unitaristas na Argentina e blancos e colorados no Uruguai) , fronteiras entre os países e navegação pelos rios platinos.
Em sua obra, Maldita Guerra, é possível perceber, de forma resumida, o que levou cada país a adentrar ao embate:
| “ | A guerra era vista por diferentes ópticas: para Solano López era a oportunidade de colocar seu país como potência regional e ter acesso ao mar pelo porto de Montevidéu, graças a aliança com os blancos uruguaios e os federalistas argentinos, representados por Urquiza; para Bartolomeu Mitre era a forma de consolidar o Estado centralizado argentino, eliminando os apoios externos aos federalistas, proporcionado pelos blancos e por Solano López; para os blancos, o apoio militar paraguaio contra argentinos e brasileiros viabilizaria impedir que seus dois vizinhos continuassem a intervir no Uruguai; para o Império, a guerra contra o Paraguai não era esperada, nem desejada, mas, iniciada, pensou-se que a vitória brasileira seria rápida e poria fim ao litígio fronteiriço entre os dois países e às ameaças à livre navegação, e permitira depor Solano López. | ” |

O episódio que marca o início do conflito foi apreensão do navio brasileiro, Marques de Olinda, que levava o presidente da província do Mato Grosso, Frederico Carneiro Campos, em portos paraguaios. A tripulação e todos os passageiros sucumbiram no país, devido ao mal tratamento na prisão para a qual foram levado. Outro evento que caracteriza o ponto de partida para a Guerra foi a invasão do Mato Grosso, resultando em um confronto que, ao todo, durou cinco anos e pode ser dividido em 5 fases: Ofensiva Paraguaia ( 1864-1865); Contra-ataque Aliado (1865-1866); Estagnação (1866-1868); Os Aliados retomam a ofensiva (1868-1869) e, por fim, Caça a Solano López (1869-1870). Foi durante a 2º fase que aconteceu a Batalha de Curuzu aconteceu entre 1° e 3 de setembro de 1866.

## A batalha
Após a primeira Batalha de Tuiuti, vencida pelos aliados em 24 de Maio de 1866, o comandante Mitre aproveitou as reservas de dez mil homens trazidos por Manuel Marques de Sousa, Visconde de Porto Alegre e decidiu atacar as baterias do Forte de Curuzu e do Forte de Curupaiti, que guarneciam a direita da posição de Humaitá, às margens do Rio Paraguai.
O Forte de Curuzu, ficava a margem leste do Rio Paraguai,equipado com três baterias de canhão apontadas para o rio, uma trincheira com cerca de 900 metros de comprimento (sentido leste-oeste), além de um fosso frontal com dois metros de profundidade, por dois de altura e um parapeito de quatro metros abrigando cerca de 2.500 soldados paraguaios. O forte foi construído com a finalidade de cobrir Humaitá, local onde se encontrava o sistema defensivo de Solano López.
No dia 1º de setembro, as 7:30 da manhã a esquadra brasileira, com os encouraçados Bahia, Barroso, Lima Barros, Rio de Janeiro e Tamandaré na vanguarda, frente ao Forte de Curuzu, mais a canhoeira Magé, frente à Ilha do Palmar, junto com os navios de madeira Greenhalgh, Beberibe, Belmonte, Araguari, Ipiranga, Parnaíba e Ivaí bombardeiam o adversário. O tiroteio entre o forte e os navios durou 4 horas. Enquanto isso os navios de madeira desembarcavam 800 soldados no chaco, para destruírem a base de onde os paraguaios disparavam brulotes e torpedos contra os navios brasileiros. Com o cair da noite o bombardeiro foi suspenso.
Em 2 de setembro, a esquadra imperial bombardeou o forte. O Visconde de Porto Alegre havia trazido 8385 homens que desembarcaram a cerca de 4 quilômetros de Curuzu e avançaram até a posição tiroteando contra os guaranis. No mesmo dia, as 14 horas, o couraçado Rio de Janeiro foi atingido por torpedos na proa e popa, indo a pique, junto com seu comandante Américo Brasílio Silvado e mais de 50 combatentes. O couraçado foi o único navio que os Aliados perderam desta dessa maneira e também, o único destruído pelos guaranis em todo o confronto. Uma hora depois Porto Alegre havia já desembarcado e reunido mais de 8000 homens, entre infantes, cavalarianos, artilheiros e pontoneiros na Guardia del Palmar.Apesar de ter encontrado resistência, conseguiu repelir o inimigo e preparar para o dia seguinte o ataque terrestre.
Em 3 de setembro, com a posição já enfraquecida pela marinha, o exército tomou o forte, comandado pelo coronel Jimenez. O ataque foi feito por uma carga frontal de infantaria armada com baionetas caladas em fuzis. Embora vitorioso, o assalto também foi custoso para os aliados, resultado na baixa de 830 homens, 10% do efetivo total, pois o ataque de 1º de setembro não destroçou a artilharia inimiga, tão pouco desalojou seus defensores de suas posições nas trincheiras. A esquadra aliada também flanqueou as extremidades do forte. Os defensores contavam com a vantagem das terras pantanosas e espinheiros ao redor do forte. O forte após preparação pela artilharia, foi conquistado, os paraguaios perseguidos até a proximidade de Curupaiti.
Segundo o historiador, Doratioto, Solano López puniu os soldados do 10º batalhão, trazidos de Corumbá, no Mato Grosso, que fugiram de Curuzu a Curupaiti, ao invés de defender o território. O batalhão foi perfilado e, o décimo soldado de cada fileira era retirado e fuzilados. Quanto as oficiais, estes sortearam palhas e os que tirassem as mais curtas também foram mortos, os que tiravam as mais longas eram rebaixados a soldados.
A tomada do Forte de Curuzu, marca uma mudança nos cursos da Guerra. Até o momento, a ofensiva era feita pelo exército paraguaio, e após a derrota nas batalhas de 1º e 3º de setembro, os aliados passaram a atacar, adentrando cada vez mais em território inimigo.

## Derrotas e consequências
Os aliados, ao perseguirem os exercito guarani até Curupaiti, constatou que nessa localidade não haviam trincheiras do lado esquerdo e poderia ser facilmente tomada. Porém, o comandante Manuel Marquês de Sousa, ordenou que suas tropas voltassem a Curuzu, e só atacassem quando os reforços de infantaria, já solicitados para a ação, chegassem. Essa pausa no ataque, permitiu aos paraguaios que ocupassem as matas, se fortificassem e se preparassem para serem atacados em Curupaiti.
No dia 8 de setembro, os comandantes Mitre, Polidoro e Flores oficializaram o plano de ataque que já fora comunicado aos oficiais Porto Alegre e Tamandaré. Neste plano, o ataque seria realizado pelas tropas reforçadas que já se encontravam em Curuzu, com o apoio da esquadra, enquanto a cavalaria sob o comando de Flores atacaria á direita e o 1º Corpo do Exército, do general Polidoro, permaneceria na defensiva em Tuiuti.
Antes do ataque que estava planejado para acontecer no dia 16 de setembro, Solano Lopez solicitou um encontro com os comandantes Aliados o que, somado a intempérie que durou dias e, apagou as trilhas de reconhecimento feitas pela Tríplice Aliança , permitiu que o exército guarani se armasse.
Quando o ataque efetivamente acontece, em 22 de setembro de 1866, a artilharia da Esquadra Imperial se mostrou incapaz de neutralizar o entrincheiramento paraguaio, protegido vários metros acima das margens do rio, enquanto que a infantaria, por conta das chuvas recorrentes, teve seu caminho atrasado, além da perda de lugares para se esconder dando maior visibilidade de ataque a artilharia inimiga, resultando assim, na baixa de quase mil soldados aliados.

## Galeria de imagens

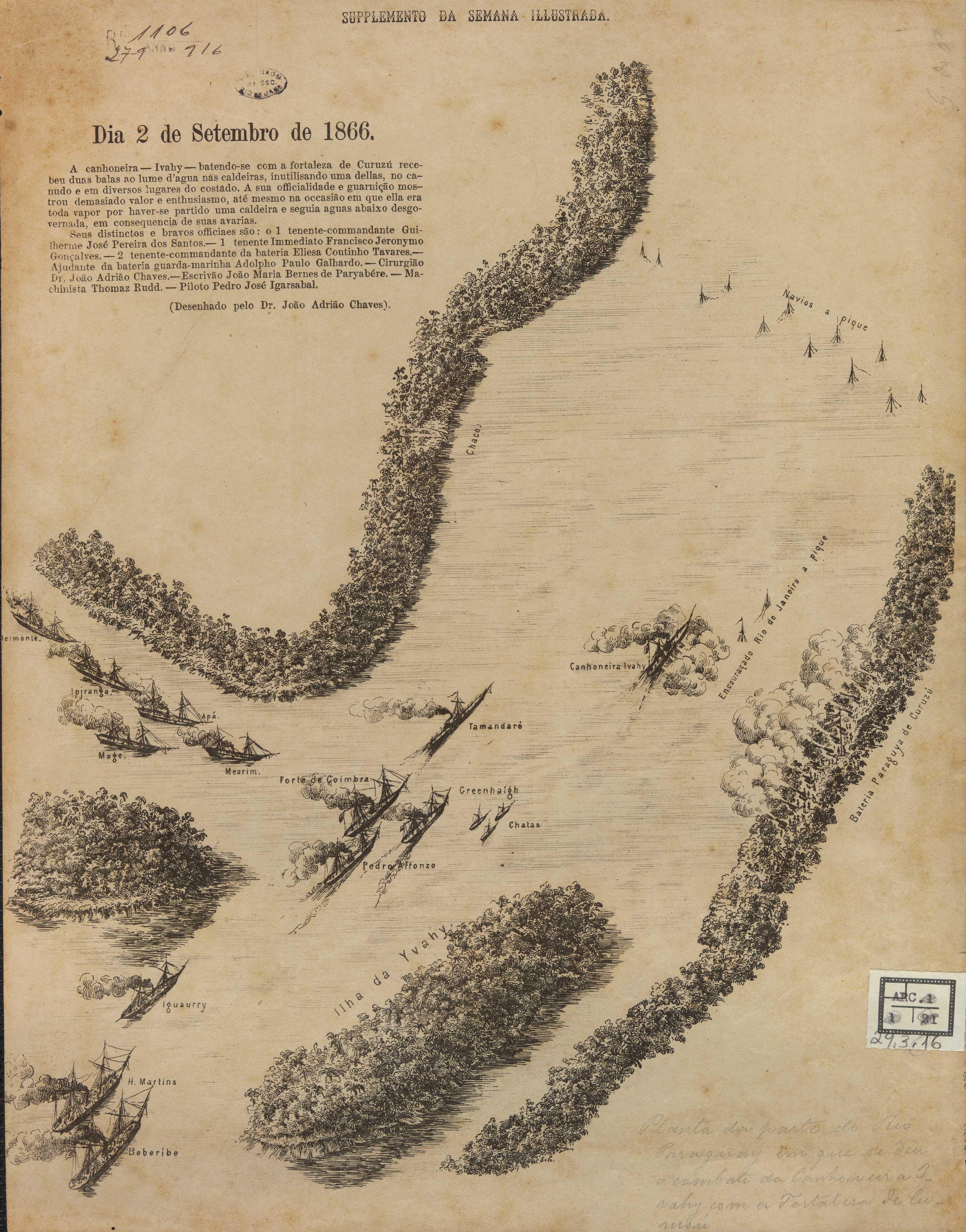
Planta da parte do Rio Paraguai em que se deu combate da canhoneira Ivaí com a Fortaleza de Curuzú.
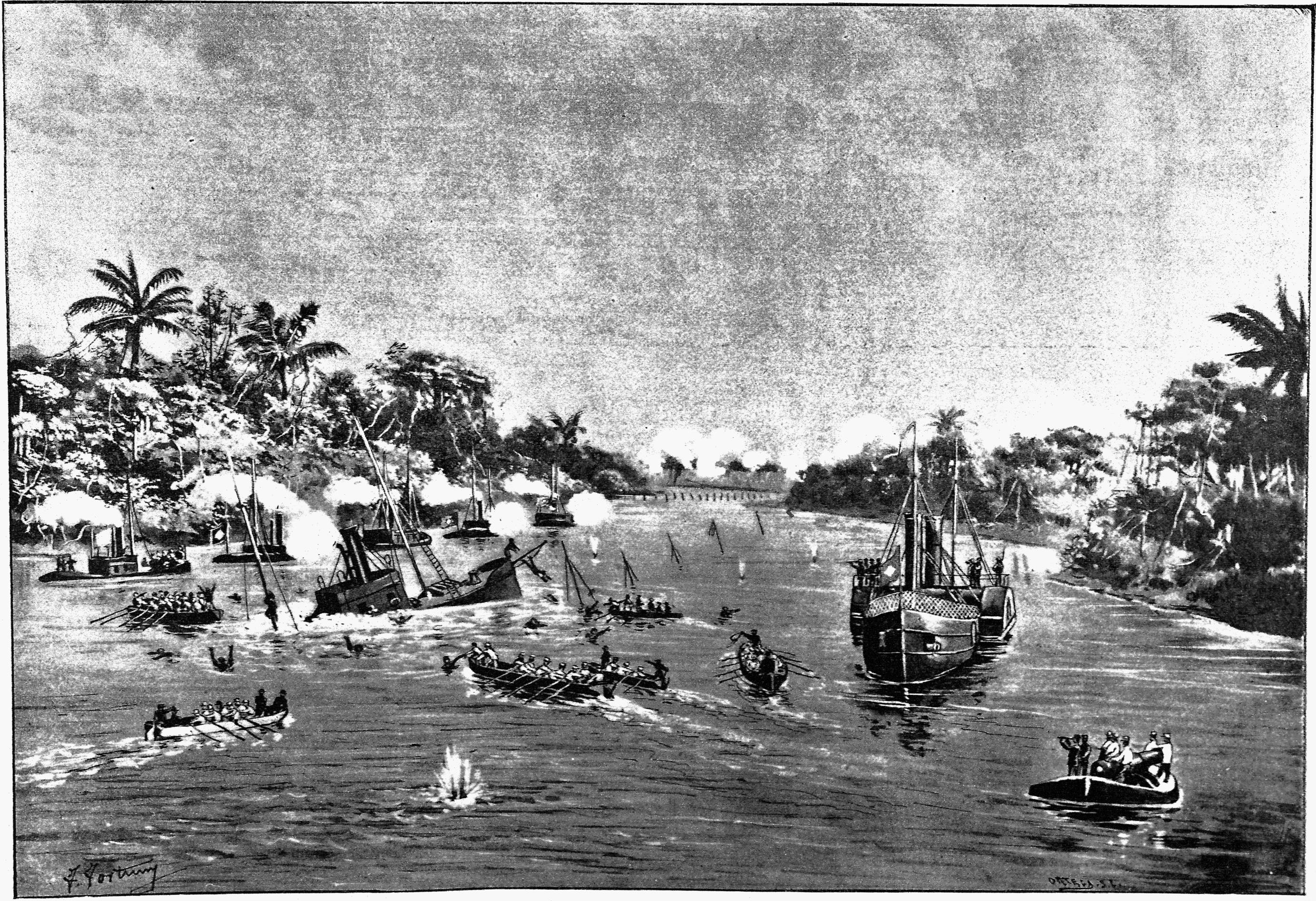
Encouraçado Rio de Janeiro levado a pique por um torpedo paraguaio em frente a Curuzú (03/09/1866).
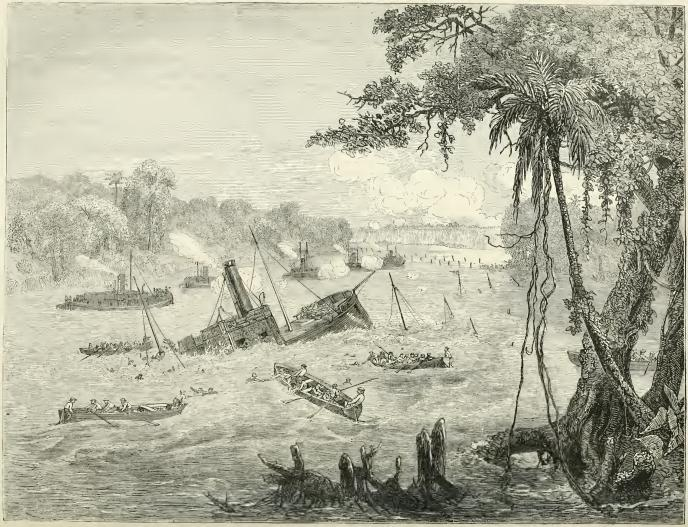
Destruição do Encouraçado Rio de Janeiro por um torpedo.
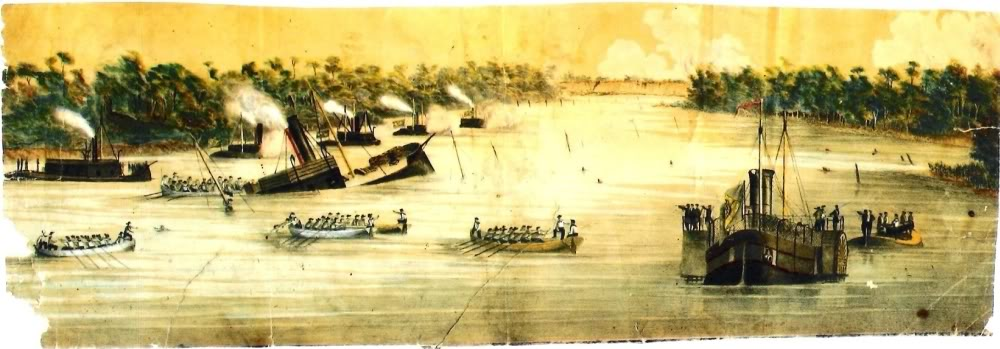
O Encouraçado Rio de Janeiro, afundado no Rio Paraná em 1866 (Adolf Methfessel).
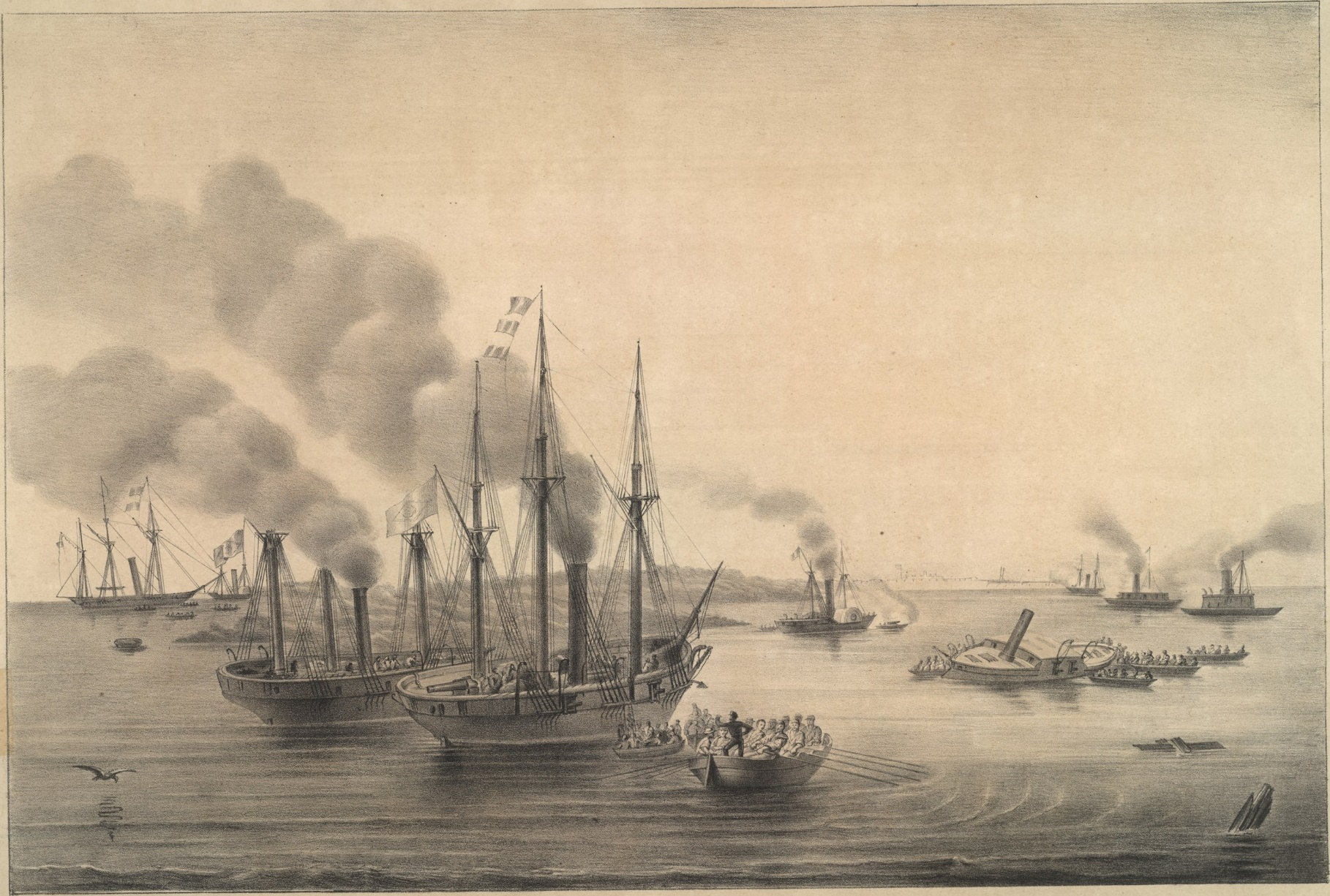
Passagem do Curuzu.
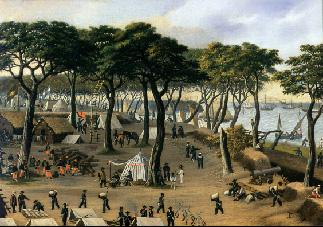
Vista N/S do interior do Forte de Curuzú, em 20 de Setembro de 1866. Cándido López, óleo sobre tela, 0,485 m. x 0,152 m, Museo Nacional de Bellas Artes, Buenos Aires. Argentina.
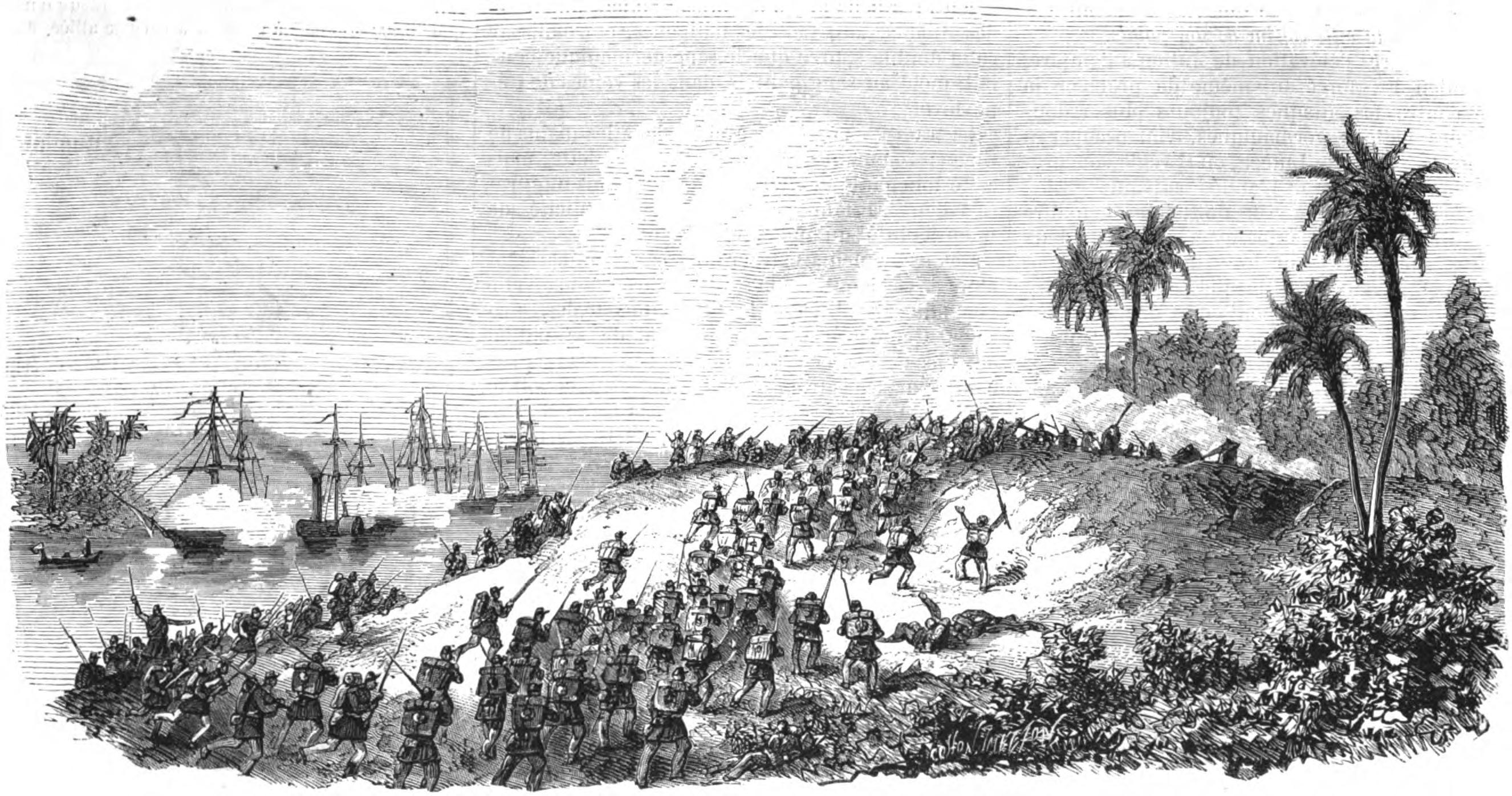
Tomada da bateria de Curuzú (3 de setembro de 1866) pelo 2º corpo do Exército Brasileiro, sob as ordens do Visconde de Porto Alegre.
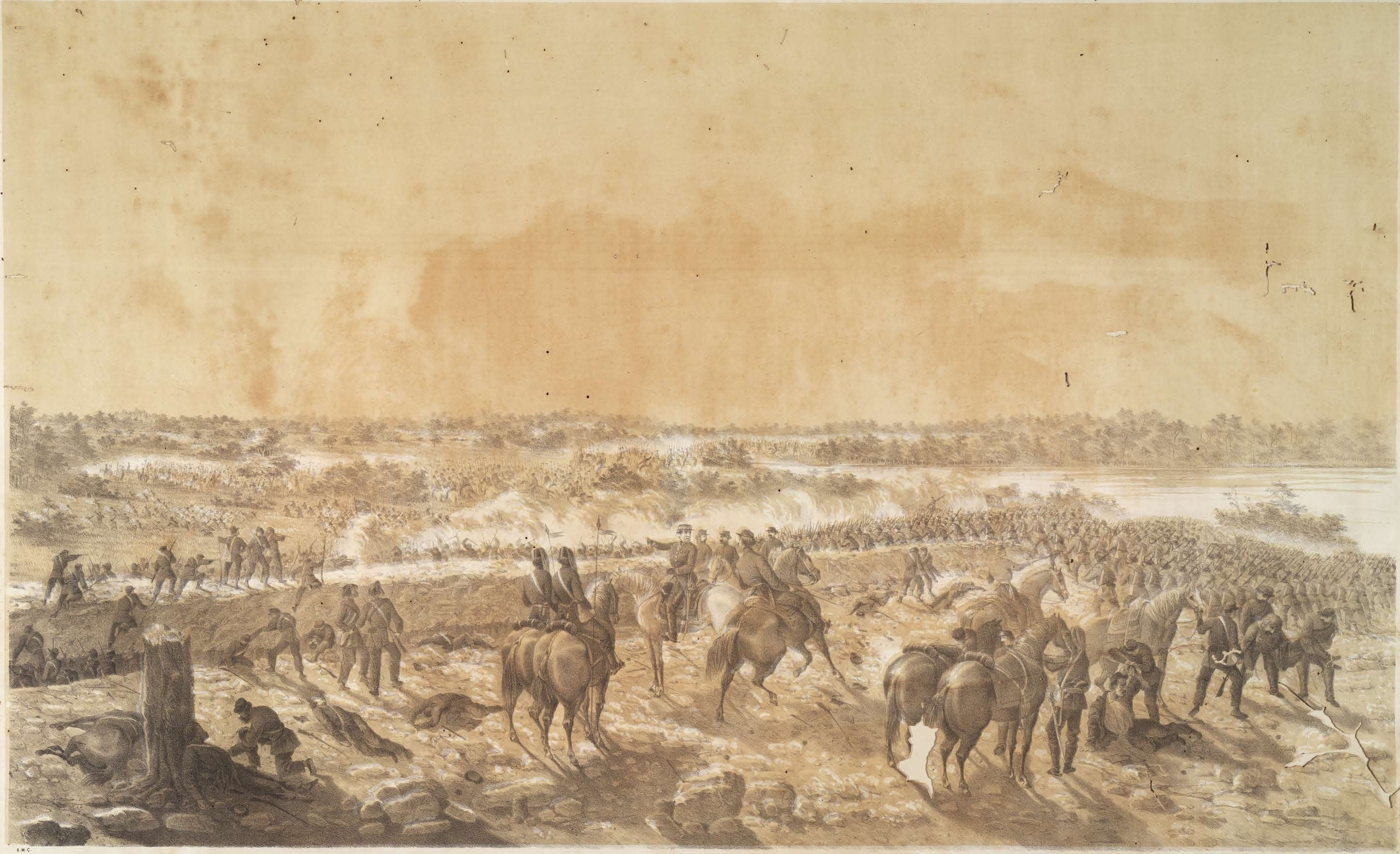
Tomada das trincheiras de Curuzu pelo Segundo Corpo de Exército, sob o comando do Barão de Porto Alegre.

## Leituras adicionais
- DONATO, Hernâni. Dicionário das batalhas brasileiras. 2a ed, IBRASA, 1996, ISBN 8534800340, ISBN 9788534800341, 593 pp.
- De Lima, Luiz Octavio. A Guerra do Paraguai. Editora Planeta, 1ª edição 2016.
- DORATIOTO, Francisco, Maldita Guerra, Companhia das Letras, 2002, pg.95 e 96
- DOURADO, Maria Teresa. Doentes e famintos: cotidiano de um soldado na Guerra do Paraguai (1864-1870)
- GONÇALVES, Leandro José. Tática do Exército Brasileiro na Guerra do Paraguai Entre 1866 e 1868
- GONÇALVES, Leandro José. Uma nova perspectiva tática para a Batalha de Curupaity
- Muñoz, Javier Romero (2011). The Guerra Grande: The War of the Triple Alliance, 1865-1870